# Sydamerikanska mästerskapet i fotboll 1926
Sydamerikanska mästerskapet i fotboll 1926 spelades i Santiago de Chile, Chile 12 oktober–3 november 1926. 
Deltog gjorde Argentina, Bolivia, Chile, Paraguay och Uruguay.
Brasilien drog sig ur, precis som inför 1924 års turnering, och det var första gången Bolivia deltog i turneringen.

## Matcher
Lagen spelade i en serie där alla lag mötte varandra. Vinst gav två poäng, oavgjort en och förlust noll.
| Nr | Lag       | S | V | O | F | GM | IM | MS  | P |
| -- | --------- | - | - | - | - | -- | -- | --- | - |
| 1  | Uruguay   | 4 | 4 | 0 | 0 | 17 | 2  | +15 | 8 |
| 2  | Argentina | 4 | 2 | 1 | 1 | 14 | 3  | +11 | 5 |
| 3  | Chile     | 4 | 2 | 1 | 1 | 14 | 6  | +8  | 5 |
| 4  | Paraguay  | 4 | 1 | 0 | 3 | 8  | 20 | −12 | 2 |
| 5  | Bolivia   | 4 | 0 | 0 | 4 | 2  | 24 | −22 | 0 |

|  | 12 oktober | Chile                                                           | 7 – 1   | Bolivia     | Estadio Sport de Ñuñoa, Santiago                          |                                                           |
|  |            | Ramírez 10′ Subiabre 14′ Arellano 15′, 41′, 80′, 84′ Moreno 47′ | (4 – 0) | 62′ Aguilar | Publik: 12 000 Domare: Norberto Luis Gallieri (Argentina) | Publik: 12 000 Domare: Norberto Luis Gallieri (Argentina) |
|  |            |                                                                 |         |             | Publik: 12 000 Domare: Norberto Luis Gallieri (Argentina) | Publik: 12 000 Domare: Norberto Luis Gallieri (Argentina) |
|  |            |                                                                 |         |             | Publik: 12 000 Domare: Norberto Luis Gallieri (Argentina) | Publik: 12 000 Domare: Norberto Luis Gallieri (Argentina) |

Första målet på hörnspark i turneringens historia
|  | 16 oktober | Argentina                                         | 5 – 0   | Bolivia | Estadio Sport de Ñuñoa, Santiago              |                                               |
|  |            | Cherro 9′, 19′ Sosa 31′ Delgado 43′ De Miguel 74′ | (4 – 0) |         | Publik: 8 000 Domare: Aníbal Tejada (Uruguay) | Publik: 8 000 Domare: Aníbal Tejada (Uruguay) |
|  |            |                                                   |         |         | Publik: 8 000 Domare: Aníbal Tejada (Uruguay) | Publik: 8 000 Domare: Aníbal Tejada (Uruguay) |
|  |            |                                                   |         |         | Publik: 8 000 Domare: Aníbal Tejada (Uruguay) | Publik: 8 000 Domare: Aníbal Tejada (Uruguay) |

|  | 17 oktober | Uruguay                           | 3 – 1   | Chile               | Estadio Sport de Ñuñoa, Santiago                  |                                                   |
|  |            | Borjas 22′ Castro 32′ Scarone 55′ | (2 – 0) | 65′ (str.) Subiabre | Publik: 13 000 Domare: Pedro José Malbrán (Chile) | Publik: 13 000 Domare: Pedro José Malbrán (Chile) |
|  |            |                                   |         |                     | Publik: 13 000 Domare: Pedro José Malbrán (Chile) | Publik: 13 000 Domare: Pedro José Malbrán (Chile) |
|  |            |                                   |         |                     | Publik: 13 000 Domare: Pedro José Malbrán (Chile) | Publik: 13 000 Domare: Pedro José Malbrán (Chile) |

|  | 20 oktober | Argentina                                                         | 8 – 0   | Paraguay | Estadio Sport de Ñuñoa, Santiago                |                                                 |
|  |            | Sosa 11′, 32′, 59′, 87′ Cherro 16′ Delgado 40′, 42′ De Miguel 52′ | (5 – 0) |          | Publik: 3 000 Domare: Francisco Jiménez (Chile) | Publik: 3 000 Domare: Francisco Jiménez (Chile) |
|  |            |                                                                   |         |          | Publik: 3 000 Domare: Francisco Jiménez (Chile) | Publik: 3 000 Domare: Francisco Jiménez (Chile) |
|  |            |                                                                   |         |          | Publik: 3 000 Domare: Francisco Jiménez (Chile) | Publik: 3 000 Domare: Francisco Jiménez (Chile) |

|  | 23 oktober | Paraguay                                                  | 6 – 1   | Bolivia  | Estadio Sport de Ñuñoa, Santiago              |                                               |
|  |            | C. Ramírez 68′, 72′, 88′ I. López 57′, 81′ P. Ramírez 76′ | (0 – 1) | 15′ Soto | Publik: 2 000 Domare: Aníbal Tejada (Uruguay) | Publik: 2 000 Domare: Aníbal Tejada (Uruguay) |
|  |            |                                                           |         |          | Publik: 2 000 Domare: Aníbal Tejada (Uruguay) | Publik: 2 000 Domare: Aníbal Tejada (Uruguay) |
|  |            |                                                           |         |          | Publik: 2 000 Domare: Aníbal Tejada (Uruguay) | Publik: 2 000 Domare: Aníbal Tejada (Uruguay) |

|  | 24 oktober | Uruguay               | 2 – 0   | Argentina | Estadio Sport de Ñuñoa, Santiago               |                                                |
|  |            | Borjas 22′ Castro 73′ | (1 – 0) |           | Publik: 15 000 Domare: Miguel Barba (Paraguay) | Publik: 15 000 Domare: Miguel Barba (Paraguay) |
|  |            |                       |         |           | Publik: 15 000 Domare: Miguel Barba (Paraguay) | Publik: 15 000 Domare: Miguel Barba (Paraguay) |
|  |            |                       |         |           | Publik: 15 000 Domare: Miguel Barba (Paraguay) | Publik: 15 000 Domare: Miguel Barba (Paraguay) |

|  | 28 oktober | Uruguay                                   | 6 – 0   | Bolivia | Estadio Sport de Ñuñoa, Santiago                     |                                                      |
|  |            | Scarone 9′, 12′, 28′, 39′, 81′ Romano 67′ | (4 – 0) |         | Publik: 8 000 Domare: Juan Pedro Barbera (Argentina) | Publik: 8 000 Domare: Juan Pedro Barbera (Argentina) |
|  |            |                                           |         |         | Publik: 8 000 Domare: Juan Pedro Barbera (Argentina) | Publik: 8 000 Domare: Juan Pedro Barbera (Argentina) |
|  |            |                                           |         |         | Publik: 8 000 Domare: Juan Pedro Barbera (Argentina) | Publik: 8 000 Domare: Juan Pedro Barbera (Argentina) |

|  | 31 oktober | Chile        | 1 – 1   | Argentina     | Estadio Sport de Ñuñoa, Santiago              |                                               |
|  |            | Saavedra 25′ | (1 – 1) | 42′ Tarasconi | Publik: 8 000 Domare: Miguel Barba (Paraguay) | Publik: 8 000 Domare: Miguel Barba (Paraguay) |
|  |            |              |         |               | Publik: 8 000 Domare: Miguel Barba (Paraguay) | Publik: 8 000 Domare: Miguel Barba (Paraguay) |
|  |            |              |         |               | Publik: 8 000 Domare: Miguel Barba (Paraguay) | Publik: 8 000 Domare: Miguel Barba (Paraguay) |

|  | 1 november | Uruguay                                       | 6 – 1   | Paraguay           | Estadio Sport de Ñuñoa, Santiago                 |                                                  |
|  |            | Castro 16′, 23′, 32′, 72′ Saldombide 47′, 82′ | (3 – 0) | 58′ Fleitas Solich | Publik: 12 000 Domare: Francisco Jiménez (Chile) | Publik: 12 000 Domare: Francisco Jiménez (Chile) |
|  |            |                                               |         |                    | Publik: 12 000 Domare: Francisco Jiménez (Chile) | Publik: 12 000 Domare: Francisco Jiménez (Chile) |
|  |            |                                               |         |                    | Publik: 12 000 Domare: Francisco Jiménez (Chile) | Publik: 12 000 Domare: Francisco Jiménez (Chile) |

|  | 3 november 1926 | Chile                                   | 5 – 1   | Paraguay        | Estadio Sport de Ñuñoa, Santiago              |                                               |
|  |                 | Arellano 21′, 64′, 71′ Ramírez 42′, 82′ | (2 – 0) | 40′ Vargas Peña | Publik: 6 000 Domare: Aníbal Tejada (Uruguay) | Publik: 6 000 Domare: Aníbal Tejada (Uruguay) |
|  |                 |                                         |         |                 | Publik: 6 000 Domare: Aníbal Tejada (Uruguay) | Publik: 6 000 Domare: Aníbal Tejada (Uruguay) |
|  |                 |                                         |         |                 | Publik: 6 000 Domare: Aníbal Tejada (Uruguay) | Publik: 6 000 Domare: Aníbal Tejada (Uruguay) |

## Skytteligan
7 mål
- David Arellano

6 mål

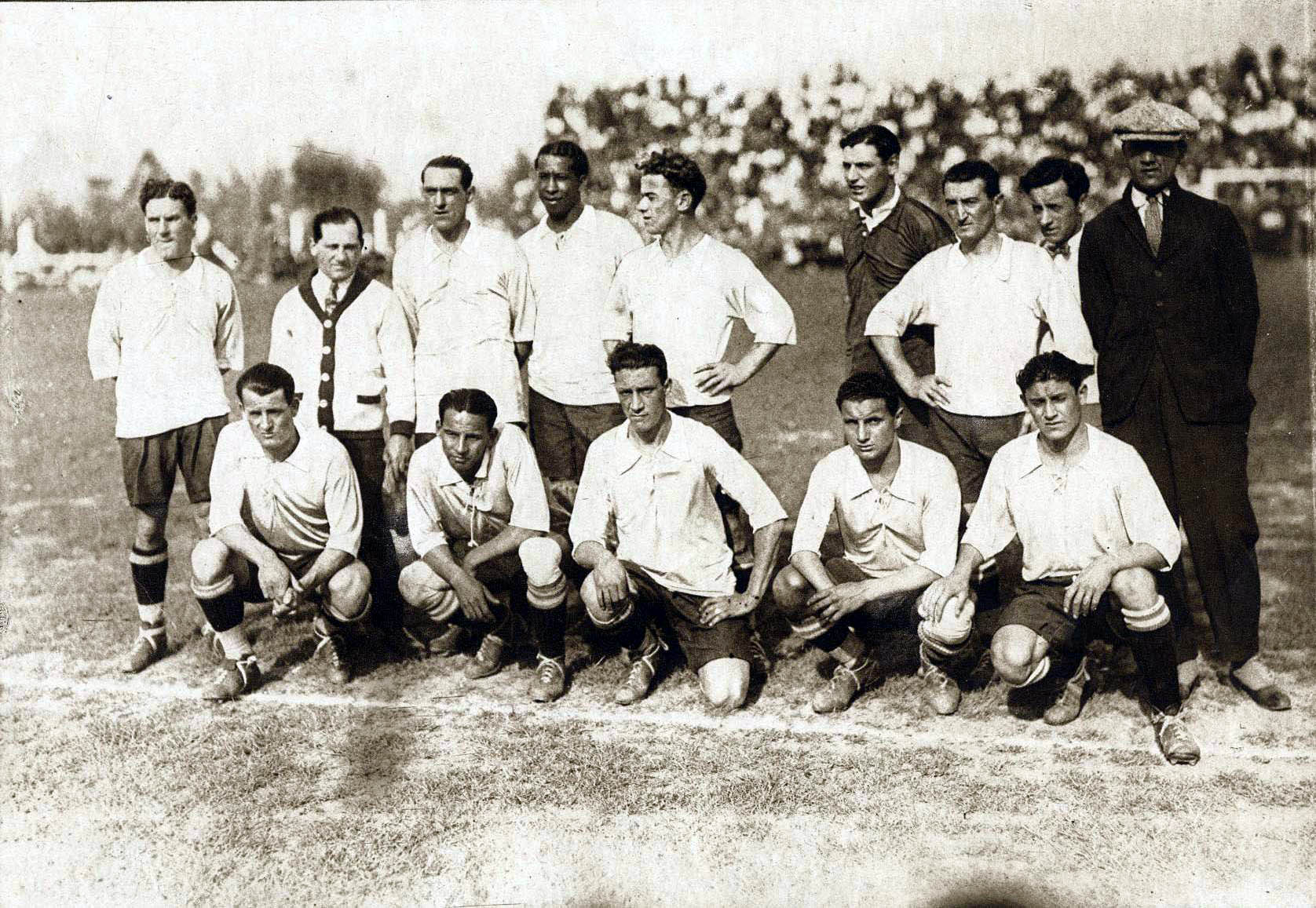
Uruguays segrande lag

- Héctor Castro – Héctor Scarone

5 mål
- Gabino Sosa

4 mål
- Manuel Ramírez

3 mål
- Roberto Cherro – Benjamín Delgado
- Pablo Ramírez

2 mål
- Antonio De Miguel
- Guillermo Subiabre
- Carlos Ramírez
- René Borjas – Zoilo Saldombide

1 mål
- Domingo Tarasconi
- Teófilo Aguilar – Carlos Soto
- Humberto Moreno – Saavedra
- Manuel Fleitas Solich – Ildefonso López – Luis Vargas Peña
- Angel Romano